# توفيفي
توفيفي (المعروفة في الولايات المتحدة باسم توفيفي) هي ماركة ألمانية من حلوى الكراميل، مملوكة لشركة August S t o r c k KG الألمانية. توفيفي وأكواب الكراميل تحتوي نوجا، الكرمل والبندق، وتصدرت مع زر الشوكولاته. يتم بيعها في صناديق 4 و 12 و 15 و 24 و 30 و 48 و 96 قطعة.
تم بيع توفيفي لأول مرة في ألمانيا الغربية والنمسا في عام 1973، وتم تسويقه كمنتج «لجميع أفراد الأسرة». بحلول عام 2016، تم بيع توفيفي في أكثر من 100 دولة. في الولايات المتحدة، يتم تسويق توفيفي بإملاء بديل لـ «توفيفي» وتصميم بديل للحزمة. في أماكن أخرى من العالم، بما في ذلك كندا وأوروبا، تحتفظ العلامة التجارية بتصميمها الإملائي والمربع البرتقالي الأصلي. 

## روابط خارجية
- الصفحة الرئيسية Toffifee
- أغسطس Storck KG الصفحة الرئيسية